# 病薬アワー
『病薬アワー』（びょうやくアワー）は、ラジオNIKKEI第1放送の『メディカルワイド』枠で放送されている医療情報番組である。放送時間は毎週月曜 20:10 - 20:25 （日本標準時）。

## 概要
製薬会社のMSDが協賛している日本病院薬剤師会の基幹広報番組。病院薬剤師向けの内容であり、最新の病院薬に使われている技術と研究内容について解説する。講師は週替わりで、各回で取り上げるテーマの専門医が務める。
日本病院薬剤師会の広報サイトでは、番組のポッドキャスティングが行われている。またラジオNIKKEIの公式サイトでは、番組の放送内容をテキスト化したPDFファイルが配布されている。
第1回の放送は1967年10月4日に「病院薬剤師の時間」と称して生放送された。第1回のテーマは「病院薬剤師の在り方」と題して、当時日本病院薬剤師会会長で東京大学薬学部教授だった高木敬二郎による挨拶が行われた。番組開始当初は、放送内容の要約を印刷物にして、概ね生放送から2か月後に全国各都道府県の病薬会の会員に配布されたという。また1997年から2000年の放送分の要約は日薬会の会報「日薬雑誌」にも掲載された。
2000年12月のBSデジタル放送の開局に伴う衛星ラジオ放送「BSC→BSラジオNIKKEI」の放送開始に合わせ、現在の「病薬アワー」と改題され、これまでの「日本メルク万有→万有製薬」（現MSD）に加え、隔月で「テルモ」も協賛スポンサーに加わった。BSではデータ放送も活用し、要約内容をリアルタイムで表示したり、インターネットラジオでも配信されたため、「日薬雑誌」への要約掲載は打ち切られた。その後上述のPDFでの要約掲載に移行している。2016年12月26日に生放送された「番組終了にあたって（講師:日本病院薬剤師会会長・木平健治）」をもって最終回となり、推定放送回数は2500回を超えたという